# Transdémonium
Transdémonium, ookwel Transdemonium genoemd, was een darkride in het Franse Parc Astérix. Bezoekers zaten in een 8-zits-achtbaantreintje en reden door verschillende angstaanjagende scènes terwijl ze werden omringd door special effects, geluidseffecten en animatronics. 
Transdémonium werd geopend in 2003 en werd zonder aankondiging in 2018 gesloten. In 2019 was de attractie weggehaald en werd het lege gebouw ingericht als wintergebied, met o.a. een ijsbaan en rodelbaan.

## Thematisering
Het thema van de attractie was gebaseerd op de wereld van de demonen en duistere wezens. De attractie had geen directe verwijzing naar de wereld van Asterix en Obelix, maar had wel een donkere en mysterieuze sfeer die past bij de gotische stijl die soms in de strips wordt gebruikt.
Afbeeldingen · Lijst van attracties